# Knight-Air-Flug 816
Knight-Air-Flug 816 (Flugnummer IATA: NE816; ICAO: KNT816) war ein planmäßiger regionaler Inlandslinienflug der britischen Knight Air von Leeds nach Aberdeen. Am 24. Mai 1995 geriet die Leasingmaschine vom Typ Embraer EMB 110 der Euroair kurz nach dem Start in der Nähe von Dunkeswick außer Kontrolle und stürzte zu Boden, wobei alle 12 Insassen starben.

## Maschine
Das betroffene Flugzeug war eine 1980 gebaute Embraer EMB-110P1 Bandeirante mit der Werknummer 110256. Die Maschine wurde zunächst mit dem Luftfahrzeugkennzeichen PT-SAV auf den Hersteller zugelassen. Anschließend wurde die Embraer ins Vereinigte Königreich exportiert und am 23. März 1980 mit dem Kennzeichen G-BHJY auf die Jersey European Airways zugelassen. Im Jahr 1982 wurde die Maschine auf die Alexandra Aviation zugelassen, welche die Maschine Euroair Transport zur Verfügung stellte. Im August 1987 war die Maschine an die britische National Airways verleast, ab Dezember 1988 an ServisAir. Im Mai 1990 meldete Alexandra Aviation die Maschine auf das Kennzeichen G-BTAA um und verleaste diese zunächst an BAC und anschließend an Sky Service. Ab Juni 1991 war die Maschine an Business Air verleast, ab Februar 1993 an Yorkshire European Airways. Im Januar 1994 wurde sie mit dem Luftfahrzeugkennzeichen G-OEAA auf die Euroair zugelassen, welche die Maschine umgehend an Knight Air verleaste. Das zweimotorige Regionalverkehrsflugzeug war mit 2 Turboproptriebwerken des Typs Pratt & Whitney Canada PT6A-34 ausgestattet und für 18 Personen zugelassen. Bis zum Zeitpunkt des Unfalls hatte die Maschine eine Gesamtbetriebsleistung von 15.348 Betriebsstunden absolviert.

## Passagiere und Besatzung
Für den Linienflug von Leeds nach Aberdeen hatten neun Passagiere in der Maschine Platz genommen.
Die dreiköpfige Besatzung bestand aus einem Flugkapitän, einem Ersten Offizier und einer Flugbegleiterin:
- Der 49-jährige Flugkapitän John Casson verfügte über 3.257 Stunden Flugerfahrung, wovon 1.026 Stunden auf die Embraer EMB 110 entfielen.
- Der 29-jährige Erste Offizier Paul Denton verfügte über 302 Stunden Flugerfahrung, von denen 46 auf die EMB 110 entfielen.
- Helen Leadbetter war die Flugbegleiterin auf dem Flug.

## Unfallhergang
Am Morgen des Unfalltages landete die Maschine um 9:44 Uhr auf ihrem Heimatflughafen in Leeds. Die Besatzung wechselte dort. Die Besatzung, die mit der Maschine in Leeds eingetroffen war, gab an, es hätte auf dem Flug keine technischen Fehlfunktionen an der Maschine gegeben. Die Maschine wurde dann für den Flug nach Aberdeen vorbereitet, es wurden einige routinemäßige Wartungsarbeiten durchgeführt und die neue Besatzung sowie neun Passagiere stiegen zu. Die Wetterverhältnisse waren schlecht, mit Sichtweiten von 1.100 Metern, einer Wolkendecke ab einer Höhe von 400 Fuß über dem Flughafen Leeds und leichtem Wind aus südöstlicher Richtung. Es regnete und kurz zuvor war ein Gewitter über den Flughafen hinweggezogen. Es herrschten Vereisungsbedingungen ab 8.000 Fuß Höhe und für die gesamte Region Leeds/Bradford gab es bestehende Warnungen vor starken Winden und Gewittern.
Die Besatzung forderte um 17:41 Uhr bei der Flugsicherung die Freigabe zum Start der Triebwerke und die Maschine startete um 17:47 Uhr von Startbahn 14. Die Piloten erhielten die Anweisung, nach dem Start den Kurs entlang der Anfluggrundlinie (143 Grad) zu halten. Die Maschine flog gleich nach dem Abheben nach links. Als die Maschine eine Minute und 50 Sekunden nach Beginn des Startlaufs und in einer Höhe von 1.740 Fuß auf einen Kurs von 50 Grad drehte, teilte der Erste Offizier mit, dass es ein Problem mit dem Künstlichen Horizont gebe und dass man zum Startflughafen zurückkehren wolle. Der Fluglotse gab den Piloten die Anweisungen für einen Flug auf einem 360-Grad-Kurs und wies sie an, auf 3.000 Fuß zu steigen. Die Piloten gaben die Anweisungen zwar korrekt wieder, die Maschine setzte jedoch den Flug der Linkskurve auf einem Kurs von 300 Grad fort. Die Piloten erhielten die Anweisung, Kontakt mit dem Anfluglotsen aufzunehmen. Etwa 20 Sekunden später rollte die Maschine in eine Rechtskurve, wobei sie einen Rollwinkel von 30 Grad einnahm. Die Maschine befand sich dabei im Steigflug in einer Höhe von 2.800 Fuß.
Der Anfluglotse teilte den Piloten mit, dass er sehe, wie diese mit der Maschine im Kreis fliegen und dass sie ihm sagen mögen, was er für sie tun könne. Die Piloten fragten daraufhin, ob die Maschine zu diesem Zeitpunkt geradeaus flog. Der Lotse antwortete, dass sich diese in einer Rechtskurve befand. Nachdem er den Kurs weiter auf dem Radar beobachtet hatte, teilte er den Piloten mit, dass die Maschine in südöstlicher Richtung geradeaus flog. Der Erste Offizier forderte daraufhin Radarvektoren für Landebahn 14 an. Der Lotse wies die Piloten an, eine Rechtskurve auf einen Kurs von 340 Grad zu fliegen. Die Anweisung wurde zwar durch den Ersten Offizier korrekt wiedergegeben, die Maschine flog jedoch daraufhin eine Linkskurve mit einem Rollwinkel von 30 bis 40 Grad. Der Flug dieser Kurve wurde bis zu einem Kurs von 360 Grad fortgesetzt, als der Erste Offizier den Fluglotsen erneut fragte, ob man geradeaus fliege und dieser entgegnete, dass die Maschine geradeaus zu fliegen scheine. Sekunden später erkundigte sich der Erste Offizier nach der Höhe der Wolkendecken, dies war auch der letzte Funkverkehr, der zwischen der Maschine und der Flugsicherung erfolgte.
Nachdem sie eine konstante Steigrate und Fluggeschwindigkeit beibehalten hatte, erreichte die Maschine eine Flughöhe von 3.600 Fuß, obwohl die letzte Freigabe von 3.000 Fuß zwischenzeitlich nicht mehr abgeändert worden war. Nachdem der Fluglotse bestätigte, dass die Maschine ihren Kurs in nördlicher Richtung fortgesetzt hatte, setzte die Maschine ihre vorherige Linkskurve fort und begann zu sinken. Der Rollwinkel erhöhte sich auf 45 Grad, während die Flughöhe binnen 25 Sekunden auf 2.900 Fuß sank. Während die Maschine einen Radarkurs von 230 Grad passierte, verschwand sie vom sekundären Radar. Nach vier weiteren Signalen verschwand sie auch vom Primärradar. Aufgrund einer Überlastung der Flugzeugstruktur kam es kurz darauf zum Strukturversagen, ein großer Teil der rechten Tragfläche brach außerhalb des Triebwerks ab; das rechte Höhenruder löste sich ebenfalls. Die Maschine stürzte daraufhin unkontrolliert zu Boden und wurde beim Aufprall völlig zerstört. Alle 12 Insassen starben dabei.

## Ursache
Die britische Aircraft Accident Investigation Branch übernahm nach dem Unfall die Ermittlungen zur Unfallursache. Die Ermittler waren der Ansicht, dass im Flug einer der beiden Künstlichen Horizonte oder gar beide ausgefallen waren. Da es keine weiteren Behelfsinstrumente an Bord gab, mittels derer entweder die Fluglage bestimmt oder identifiziert werden konnte, welcher Künstliche Horizont ausgefallen war (ein entsprechendes Instrument war auch nicht vorgeschrieben), konnte der Kapitän, der die Maschine unter Instrumentenflugbedingungen durch eine Wolkendecke steuerte, die Embraer nicht auf Kurs halten und verlor schließlich die Kontrolle. Die Maschine sei dabei in eine Abwärtsspirale geraten, aus der sie der vermutlich räumlich desorientierte Flugkapitän nicht mehr abfangen konnte.